# Le avventure di Capitan Blood
Le avventure di Capitan Blood (Fortunes of Captain Blood) è un film del 1950, diretto da Gordon Douglas. Il corsaro del 1952 ne è il seguito.

## Distribuzione
Il film venne distribuito nelle sale cinematografiche degli USA il 19 maggio 1950.